# W31T
W31T（だぶりゅーさんいちてぃー）は、東芝、および東芝モバイルコミュニケーション社（現・FCNT）が日本国内向けに開発したauブランドを展開するKDDIおよび沖縄セルラー電話のCDMA 1X WIN（現・au 3G）の携帯電話である。

## 概要
W21Tの発展型として登場したモデルで、東芝製としては初めてパソコン向けのサイトを閲覧できるBREW版Operaブラウザ「PCサイトビューアー」（2016年(平成28年)3月31日を以ってサービス終了）に対応し、薄さ20mmで当時のCDMA 1X WIN最薄機種（2005年6月当時。折りたたみ式）として発売された。また、KCP（KDDI Common Platform）およびBREW 3.1を初めて搭載した機種でもある。

## 沿革
- 2005年（平成17年）5月23日 - KDDI、および東芝より公式発表。
- 2005年6月30日 - 全国にて一斉発売。
- 2005年12月 - 本機の実質的な改良版にあたるW32Tと入れ替わる形で販売終了。
- 2012年（平成24年）7月22日 - L800MHz帯（旧800MHz帯・CDMA Bandclass 3）による音声通話・データ通信の各サービスの停波に伴いそれ以降、当端末は利用不可となる。

## 仕様
主な仕様は右のテンプレートに記載する。
- 前面ステレオスピーカー
- 最大64和音（音源チップ・ヤマハMA-5を使用）
- Bluetooth V1.1準拠
- au初スケーラブルフォント搭載
- au初BREW3.1対応
- au初ケータイアップデート対応
- PCサイトビューアー
- 聴かせて検索
- EZナビウォーク（3Dナビ対応版、別途ダウンロードで対応していた）
- EZ助手席ナビ
- EZチャンネル
- 安心ナビ
- EZ「着うたフル」
  - サンプル曲として大塚愛の「さくらんぼ」が端末本体にプリインストールされている。
- 着ムービー
- 着Flash（アニメ）

## 備考
- 3Dグラフィックエンジン（グラフィックアクセラレーター）「MOBILE TURBO T4G」（TC35285）搭載。
- 電子辞書機能（辞スパ）付属（データは同梱のCD-ROMおよび添付のminiSDカード（16MB）に収録）。
- フレームレス構造の大型テンキーパッドを採用。